# Quel momento imbarazzante
Quel momento imbarazzante (That Awkward Moment) è un film del 2014 diretto da Tom Gormican, con interpreti Zac Efron, Miles Teller e Michael B. Jordan.

## Trama
Jason è seduto su una panchina a New York City in attesa che arrivi qualcuno. Una voce fuori campo spiega che stava aspettando da molto tempo, ma per spiegare perché, ha bisogno di tornare all'inizio. Jason inizia dicendo al pubblico che ogni relazione raggiunge il momento "quindi", in cui qualcuno nella relazione vorrà portare la relazione a un posto più serio. A quel punto, Jason sa che la relazione è finita, poiché non è pronto a smettere di frequentarsi. Jason sta attualmente lavorando con il suo migliore amico Daniel in una casa editrice disegnando copertine di libri. Il loro amico Mikey, un medico sposato con Vera dalla fine del college, va da loro dopo che Vera ha chiesto il divorzio. I tre decidono di uscire in un bar e festeggiare l'essere single. Il gruppo incontra la gregaria femminile di Daniel, Chelsea, mentre cercano di distogliere la mente di Mikey da sua moglie. Mikey incontra una ragazza con gli occhiali, mentre Jason incontra Ellie, e va d'accordo con lei dopo aver preso in giro un altro ragazzo che stava cercando di offrirle da bere. Mikey ottiene il numero di "Occhiali", ma rimanda a chiamarla, decidendo di risolverlo con Vera. Jason va a letto con Ellie, ma lascia il suo appartamento in fretta dopo essere balzato alla conclusione errata che sia una prostituta. Il giorno successivo, Jason e Daniel fanno una presentazione per la copertina di un libro a un nuovo autore, che sembra essere Ellie. Jason riesce a spiegarsi e i due iniziano a vedersi regolarmente. Nel frattempo, Daniel inizia a innamorarsi di Chelsea, e i due iniziano a vedersi. Inoltre, Mikey incontra Vera, e quando lei afferma che il motivo per cui il loro matrimonio è andato in pezzi è perché non è abbastanza spontaneo, Mikey la bacia e i due dormono insieme in ospedale, riaccendendo la loro storia d'amore. Tutti e tre gli amici tentano di mantenere segrete le loro relazioni, a causa del loro precedente accordo che sarebbero rimasti single. Le relazioni giungono al culmine durante il Ringraziamento, un momento che i tre amici di solito trascorrono insieme, ma circostanze diverse li tengono separati. Jason accetta di partecipare a una cerimonia religiosa per ricordare il padre recentemente scomparso di Ellie, Mikey organizza una cena del Ringraziamento con Vera e Daniel partecipa alla tradizionale festa del Ringraziamento con Chelsea, libero di parlare apertamente agli ospiti della loro relazione. Jason alla fine decide di non partecipare alla cerimonia, non pronto a impegnarsi completamente con Ellie, e la loro relazione va in pezzi. Mikey ha una conversazione seria con Vera durante la loro cena, facendole ammettere che non lo ama più. Jason e Mikey si dirigono alla cena dove scoprono la relazione di Daniel con Chelsea, e quando lui nega che stiano uscendo insieme, anche la sua relazione va in pezzi. Sebbene i tre litighino per aver tenuto segrete le loro relazioni, riparano la loro amicizia e cercano di recuperare i loro rapporti. Mikey chiama "Glasses", fissando un appuntamento, e Daniel si riunisce con Chelsea dopo essere stato investito da un taxi ed essere finito in ospedale. Tuttavia, Jason non si è ancora riconciliato con Ellie, nonostante sia ancora innamorato di lei. Due mesi dopo, Mikey e Daniel aiutano Jason incoraggiandolo a dirle del suo amore durante le sue letture settimanali di libri, che di solito sono scarsamente frequentate. Tuttavia, al loro arrivo, la lettura è piena e Jason non riesce a trovare un modo per parlare con lei. Decide di fare scena improvvisando la lettura di un libro, facendo riferimento al loro primo incontro e chiedendo di ricominciare da capo incontrandosi a Gramercy Park. Tornando all'inizio, Jason sta aspettando Ellie a Gramercy Park. Quattro ore dopo, Ellie lo raggiunge in panchina e Jason inizia con "Quindi...".